# So Long, London
«So Long, London» es una canción de la cantante y compositora estadounidense Taylor Swift, de su undécimo álbum de estudio, The Tortured Poets Department (2024). Swift escribió y produjo la canción junto a Aaron Dessner. Es una melodía de pop de cámara, que se desarrolla sobre ritmos de house en compás 4/4 y cuenta con una instrumentación de piano y sintetizador. Sus letras tratan sobre un romance fallido y exploran cómo el narrador procesa las consecuencias y secuelas de esa situación.

## Antecedentes y lanzamiento
Taylor Swift comenzó a trabajar en The Tortured Poets Department inmediatamente después de entregar su décimo álbum de estudio, Midnights, a Republic Records para su lanzamiento en 2022. Continuó trabajando en él en secreto durante la etapa estadounidense de la gira The Eras Tour en 2023. La concepción del álbum tuvo lugar aproximadamente en el momento en que los medios informaron que la relación de seis años de Swift con el actor inglés Joe Alwyn había terminado. Ella lo describió como su álbum lifeline que realmente necesitaba hacer. Republic Records lanzó The Tortured Poets Department el 19 de abril de 2024. La quinta pista del álbum, «So Long, London», recibió un interés particular de los fanáticos antes del lanzamiento del álbum, porque Swift había dicho que la quinta pista de cada uno de sus álbumes era la más vulnerable e intensa emocionalmente.

## Música y letra
«So Long, London» es una canción de pop de cámara y synth-pop que está ambientada en ritmos de house en compás 4/4. La pista comienza con las voces multitrack de Swift cantando el título que, según Ludovic Hunter-Tilney del Financial Times, evocan «las campanas sonoras de Londres». La canción está luego instrumentada con sintetizadores temblorosos y un suave piano contra un paisaje sonoro electrónico amortiguado. Jason Lipshutz de Billboard escribió que los «sintetizadores elásticos suenan como una cuerda floja temblorosa», mientras que hay ocasionalmente un piano «subestimado» y armonías «fantasmales». Alexis Petridis de The Guardian escribió que la producción se acumula hacia un «clímax que nunca llega realmente».
En las letras, el narrador detalla un amor que salió mal. El excompañero es retratado como frío e indiferente, y el narrador lamenta: «Me dejaste en la casa junto al Heath» / «Nos sacrificaste a los dioses de tus días más azules». Representan al personaje de Swift cargando «el peso de la ruptura», su «agarre moribundo con los nudillos blancos aferrándose a tu silencioso resentimiento», y su resentimiento («Estoy enojada de que me hayas dejado darte toda esa juventud gratis»). Después de procesar las consecuencias de una ruptura, se despide de un compañero y una comunidad que una vez consideró su hogar. El narrador finalmente abandona la relación con la letra: «Dejé de hacer RCP, después de todo no sirve / El espíritu se había ido, nunca volveríamos». Alyssa Bailey de Elle describió la canción como «desgarradora». Interpretó las letras como Swift describiendo por qué terminó su romance con Alwyn. Elena Nicolaou de Today dijo que las letras documentaban los momentos finales de una relación en la que un individuo se aleja mientras el otro lucha por mantener su vínculo. Bailey dijo que la línea podría ser una referencia a la canción de Swift «You're Losing Me» de Midnights (2022).

## Recepción
Hunter-Tilney consideró que «So Long, London» fue uno de los puntos destacados en la carrera de Swift, elogiando cómo relata un amor condenado «con tristeza y cólera enroscada» y el «paisaje electrónico bellamente frío». La canción ocupó el cuarto lugar entre las dieciocho pistas, incluidas las canciones extra del álbum, según Jason Lipshutz de Billboard. Él dijo que las letras eran «una honestidad cruda». Bryant West de USA Today llamó a la canción una «carta de desamor» a Londres, donde Swift una vez residió. Will Hodgkinson de The Times le dio a la canción una calificación de cinco estrellas y escribió: «Conmovedora, tierna y poética, esta es una verdadera lagrima». Escribiendo para Vogue Australia, Nina Miyashita la llamó «emocionalmente devastadora». Neil McCormick del The Daily Telegraph describió la canción como una «sumptuosamente triste y hermosa, disecación lírica de un romance que se desvanece».
En The Irish Times, Finn McRedmond elogió el registro vocal de Swift, diciendo que tenía «una calidad mantequillosa irresistible». Shaad D’Souza de Pitchfork la describió como la conclusión definitiva de la «porción anglófila de la carrera de Swift». Mesfin Fekadu de The Hollywood Reporter la llamó una de las mejores canciones del álbum. En una crítica menos entusiasta, Fiona Shepherd de The Scotsman pensó que a pesar de los «ritmos sabrosos» de «So Long, London», era una de las pistas del álbum que «cayó en la misma monotonía de siempre».

## Créditos
Los créditos están adaptados de Tidal.
- Taylor Swift: voz, compositora, productora
- Aaron Dessner: productor, compositor, ingeniero de grabación, programación de batería, guitarra eléctrica, piano, sintetizador
- Serban Ghenea: mezcla
- Bryce Bordone: ingeniero de mezcla
- Jonathan Low: ingeniero de grabación
- Bella Blasko: ingeniera de grabación
- Benjamin Lanz: sintetizador, grabación de sintetizador
- Randy Merrill: masterización